# Probudjénia (Crimea)
|  | Per a altres significats, vegeu «Probujdénie». |

Probudjénia (en (ucraïnès): Пробудження, en rus: Пробуждение, Probujdénie) és un poble de la República Autònoma de Crimea a Ucraïna, que el 2014 tenia 6 habitants. Pertany al districte rural de Djankoi. Fins al 1948 la vila es deia Kurt-Itxkí.